# Hadriansbogen (Gerasa)

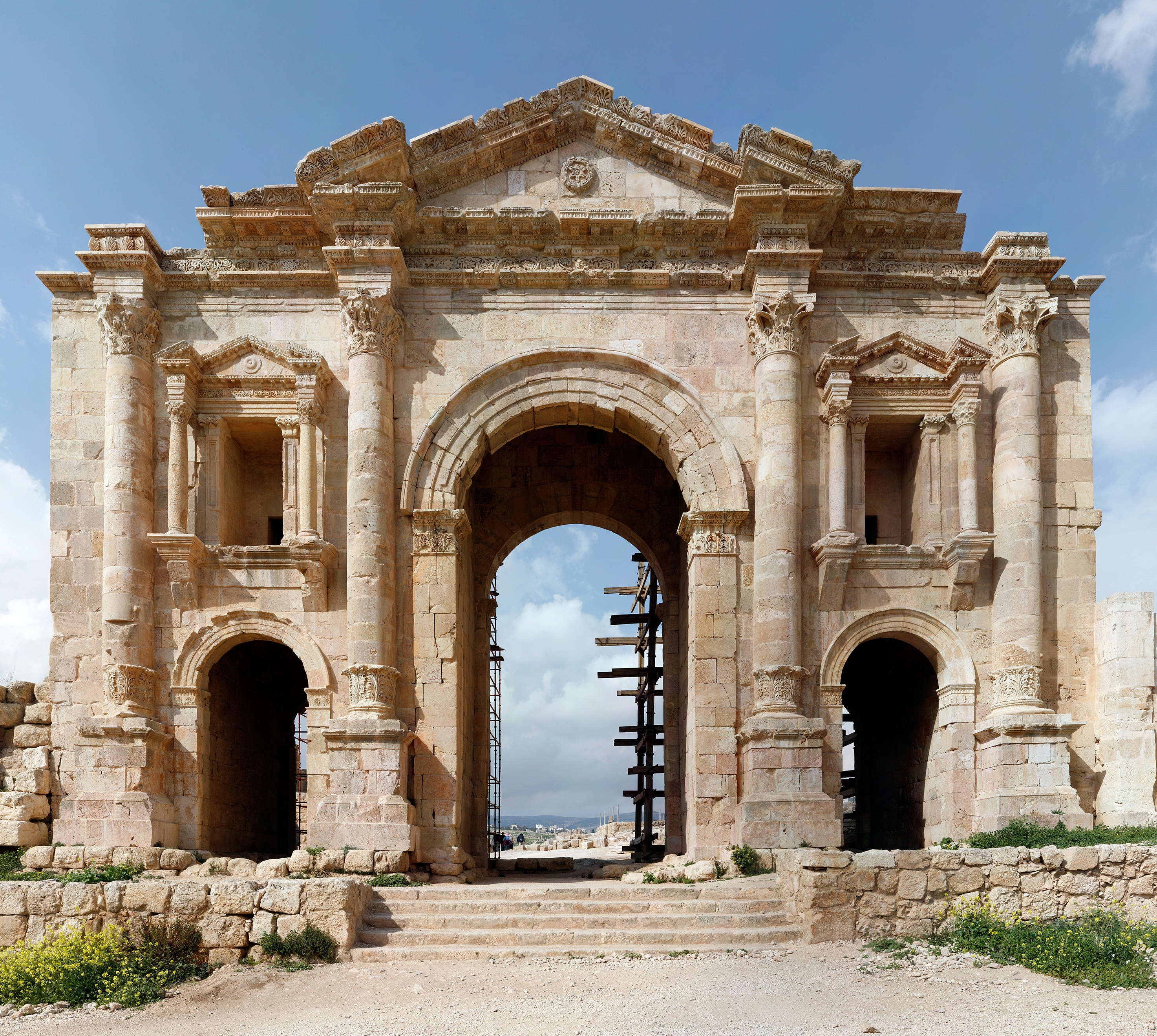
Der Hadriansbogen in Gerasa (2008)

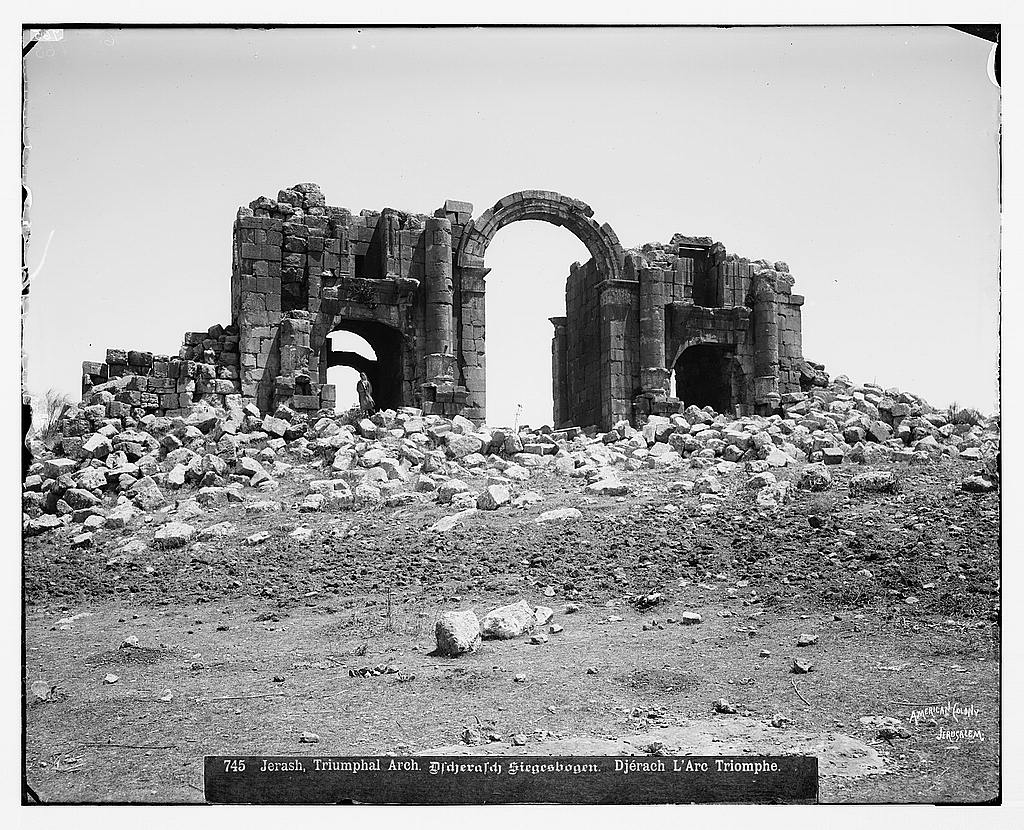
Hadriansbogen zwischen 1898 und 1914

Der Hadriansbogen in Gerasa im heutigen Jordanien ist ein dreitoriger Ehrenbogen, der zu Ehren von Kaiser Hadrian im Jahr 130 errichtet wurde.
Das Bauwerk wurde anlässlich Hadrians Besuchs der Stadt Gerasa im Winter 129/130 oder Frühjahr 130 errichtet. Von 2005 bis 2007 wurde der rund 37,45 m breite, 9,25 m tiefe und 21 m hohe Bogen restauriert. An dem Ehrenbogen war eine Widmungsinschrift in griechischer Sprache auf einer Tabula ansata angebracht. Sie nennt die 14. tribunicia potestas des Kaisers und ist daher in das Jahr 130 zu datieren. Der Text nimmt eine Fläche von 7,14 m mal 1,03 m ein.